# Amadou (Vorname)
Amadou ist ein männlicher Vorname.

## Herkunft und Bedeutung
Der westafrikanische (unter anderem Wolof, Serer, Manding) Vorname ist eine Form von Ahmed.

## Bekannte Namensträger
- Amadou dan Ténimoun (?–1899), Sultan von Zinder im heutigen Niger

- Alphonse Amadou Alley (1930–1987), Präsident von Dahomey, dem heutigen Benin
- Amadou Bagayoko (1954–2025), Teil des Duos Amadou & Mariam aus Mali
- Amadou Camara (* 1991), gambischer Politiker (NRP)
- Amadou Cheiffou (* 1942), nigrischer Politiker und Luftfahrtingenieur
- Amadou Cissé Dia (1915–2002), senegalesischer Politiker
- Amadou Boubacar Cissé (* 1948), nigrischer Politiker, Tiefbauingenieur und Bankmanager
- Amadou Dia Ba (* 1958), Leichtathlet und einziger olympische Medaillengewinner des Senegal
- Amadou Diado (* 1940), nigrischer Journalist
- Amadou Diawara (* 1997), guineischer Fußballspieler
- Amadou Diallo (* 1963), nigrischer Offizier und Politiker
- Amadou Diallo (1975–1999), guineisches Polizeiopfer in den Vereinigten Staaten
- Amadou M’Barick Fall (1897–1925), französischer Boxer und erster Boxweltmeister, der in Afrika geboren wurde, siehe Battling Siki
- Pa Amadou Gai (* 1984), gambischer Fußballspieler
- Amadou Gon Coulibaly (1959–2020), Politiker und Premierminister von Côte d'Ivoire
- Amadou Haidara (* 1998), malischer Fußballspieler
- Amadou Hampâté Bâ (1900/01–1991), malischer Schriftsteller und Ethnologe
- Amadou Bacharou Ibro (* ≈1964), nigrischer Offizier
- Amadou Issaka (1924–2004), nigrischer Politiker
- Amadou Jawo (* 1984), schwedischer Fußballspieler mit gambischen Wurzeln
- Amadou O. Khan, gambischer Politiker
- Amadou Seyni Maïga (* 1942), nigrischer Offizier, Politiker und Diplomat
- Amadou Meïté (1949–2014), ivorischer Sprinter
- Amadou Moutari (* 1994), nigrischer Fußballnationalspieler
- Amadou-Mahtar M'Bow (1921–2024), senegalesischer Politiker und Generaldirektor der UNESCO
- Amadou Onana (* 2001), belgisch-senegalesischer Fußballspieler
- Amadou Rabidou (* 1984), kamerunischer Fußballspieler mit österreichischem Pass
- Amadou Salifou (* 1945/46), nigrischer Politiker
- Amadou Sanneh (* 20. Jh.), Buchhalter und Politiker aus Gambias
- Amadou Sanogo (* 1972/73), malischer Militär und Führer des Putsches in Mali vom März 2012
- Amadou Sanyang (* 1991), gambischer Fußballspieler
- Amadou Sidibé (* 1986), malischer Fußballspieler
- Amadou Toumani Touré (1948–2020), Präsident von Mali